# Petrus Serrarens
Petrus Josephus Servatius Serrarens (znany jako Jos Serrarens, ur. 12 listopada 1888 w Dordrechcie, zm. 26 sierpnia 1963 w Bilthoven) – holenderski polityk, działacz związków zawodowych, a także sędzia Trybunału Sprawiedliwości EWWiS.
Wychował się w rodzinie katolickiej. Z wykształcenia był nauczycielem. Pracował w tym zawodzie w Dordrechcie w latach 1907-1914, a w 1915-1916 był bibliotekarzem Centralnego Biura Katolieke Sociale Actie w Lejdzie. od 1919 był sekretarzem holenderskich katolickich związków zawodowych (R.K. Vakorganizatie). W 1920 został sekretarzem generalnym nowo utworzonej Międzynarodowej Konfederacji Chrześcijańskich Związków Zawodowych. Sprawował tę funkcję do 1952. Był delegatem na wiele międzynarodowych konferencji prawa pracy.
Jednocześnie był członkiem parlamentu holenderskiego – Stanów Generalnych. Od 1929 do 1937 zasiadał w izbie wyższej (Eerste Kamer), a od 1937 do 1952 w izbie niższej (Tweede Kamer). Reprezentował partię Roomsch-Katholieke Staatspartij, a od 1945 jej następczynię Katolicką Partię Ludową.
Był zdecydowanym przeciwnikiem faszyzmu, nazizmu i komunizmu. Podczas II wojny światowej musiał się ukrywac przez trzy lata. Po wojnie podjął swoje państwowe i międzynarodowe obowiązki.
W 1952 został wybrany sędzią nowo powołanego Trybunału Sprawiedliwości Europejskiej Wspólnoty Węgla i Stali. Pełnił tę funkcję do 1958.
Był odznaczony Orderem Oranje-Nassau (30 sierpnia 1928), Orderem Lwa Niderlandzkiego (30 września 1937) oraz francuską Legią Honorową (kwiecień 1951).